# Sugoj
Il Sugoj (in russo Сугой?) è un fiume della Russia siberiana orientale (oblast' di Magadan), affluente di destra della Kolyma.
Il fiume ha origine dalla confluenza di due fiumi, Ojčiri e Džugadžak, che scendono dal versante settentrionale dei Monti della Kolyma. Scorre con direzione mediamente settentrionale; sfocia nella Kolyma nel suo medio corso, a 1 300 km dalla foce.
Il fiume è gelato mediamente per otto mesi all'anno (da ottobre a maggio-giugno), d'inverno fino ad una profondità di 2 m; inoltre, gran parte della superficie del suo bacino è interessata da permafrost.